# Genocide
Pour les articles homonymes, voir Génocide (homonymie).
Pour plus de détails, voir Fiche technique et Distribution.
Genocide est un film documentaire américain réalisé par Arnold Schwartzman (en) sur la Shoah, sorti en 1982. 
Le film a remporté l'Oscar du meilleur film documentaire.

## Fiche technique
- Titre : Genocide
- Réalisation : Arnold Schwartzman (en)
- Photographie : Peter Shillingford
- Montage : Bob Jenkis
- Musique : Elmer Bernstein
- Société de production :  Moriah Films
- Sociétés de distribution : Moriah Films, United Artists
- Dates de sortie: 19 mars 1982

## Distribution
- Elizabeth Taylor : la narratrice
- Orson Welles: le narrateur
- Simon Wiesenthal : lui-même
- Neville Chamberlain : lui-même
- Winston Churchill : lui-même
- Dwight D. Eisenhower : lui-même
- Joseph Goebbels : lui-même
- Hermann Göring : lui-même
- Rudolf Hess : lui-même
- Heinrich Himmler : lui-même
- Adolf Hitler : lui-même
- Joseph Staline : lui-même
- Jesse Owens : lui-même
- Pie XII : lui-même
- Franklin D. Roosevelt : lui-même
- Charles de Gaulle : lui-même
- George VI : lui-même
- Élisabeth II : elle-même
- Elizabeth Bowes-Lyon : elle-même